# Dorcus titanus
Dorcus titanus là một loài bọ cánh cứng trong họ Lucanidae.

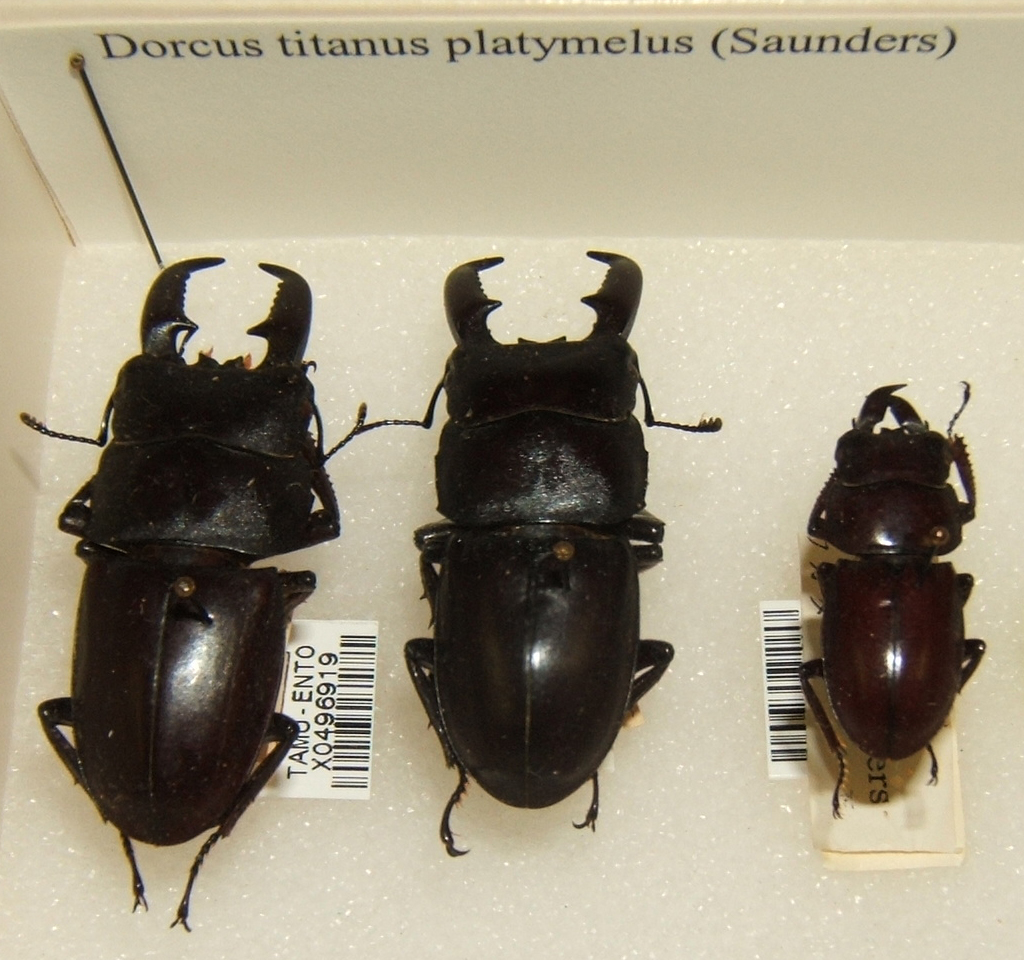
Dorcus titanus platymelus

## Các phân loài
- Dorcus titanus castanicolor
- Dorcus titanus daitoensis
- Dorcus titanus elegans
- Dorcus titanus hachijoensis
- Dorcus titanus karasuyamai
- Dorcus titanus okinawanus
- Dorcus titanus okinoerabuensis
- Dorcus titanus palawanicus
- Dorcus titanus pilifer
- Dorcus titanus platymelus
- Dorcus titanus sakishimanus(サキシマヒラクワガタ)
- Dorcus titanus sika
- Dorcus titanus sumatra
- Dorcus titanus takaraensis
- Dorcus titanus tatsutai
- Dorcus titanus titanus
- Dorcus titanus tokunoshimaensis
- Dorcus titanus typhon
- Dorcus titanus typhoniformis
- Dorcus titanus westermanni